# ジーナ・カードマン
ジーナ・マリア・カードマン（Zena Maria Cardman、1987年10月26日生）は、アメリカの地球生物学者でNASAの宇宙飛行士。

## 生い立ちと教育
カードマンは1987年10月26日に生まれた。ノースカロライナ大学チャペルヒル校で生物学を主専攻、化学と海洋学を副専攻として学び、生物学の学士（理学）の学位を受け、創作文芸の優等論文を書いた。
カードマンは研究のために北極から南極までの遠隔地の現地調査に赴き、研究船に乗って何度も沖合に遠征した。ノースカロライナ大学在学中に、カードマンは炭化水素の湧出と熱水噴出孔における生物地球科学を研究した。その間、南極でのパーマー長期生態学研究ネットワークでも作業していた。アンドレア・テスケ博士の研究グループで理学修士号を取得した。
初期のキャリアの中で、カードマンはブリティッシュコロンビア、アイダホ、ハワイで惑星上船外活動のための運用アーキテクチャーの開発でNASAの研究を支援した。アメリカ海洋教育協会の航海に機関助手として参加し、ブリガンティンの機関室で勤務した。2017年の宇宙飛行士選抜時には、地球の地下における地質生物学と新しい酸化還元対を研究してアメリカ国立科学財団の大学院研究員であるとともにペンシルバニア州立大学の地球科学博士課程候補者でもあった。

## NASAでのキャリア

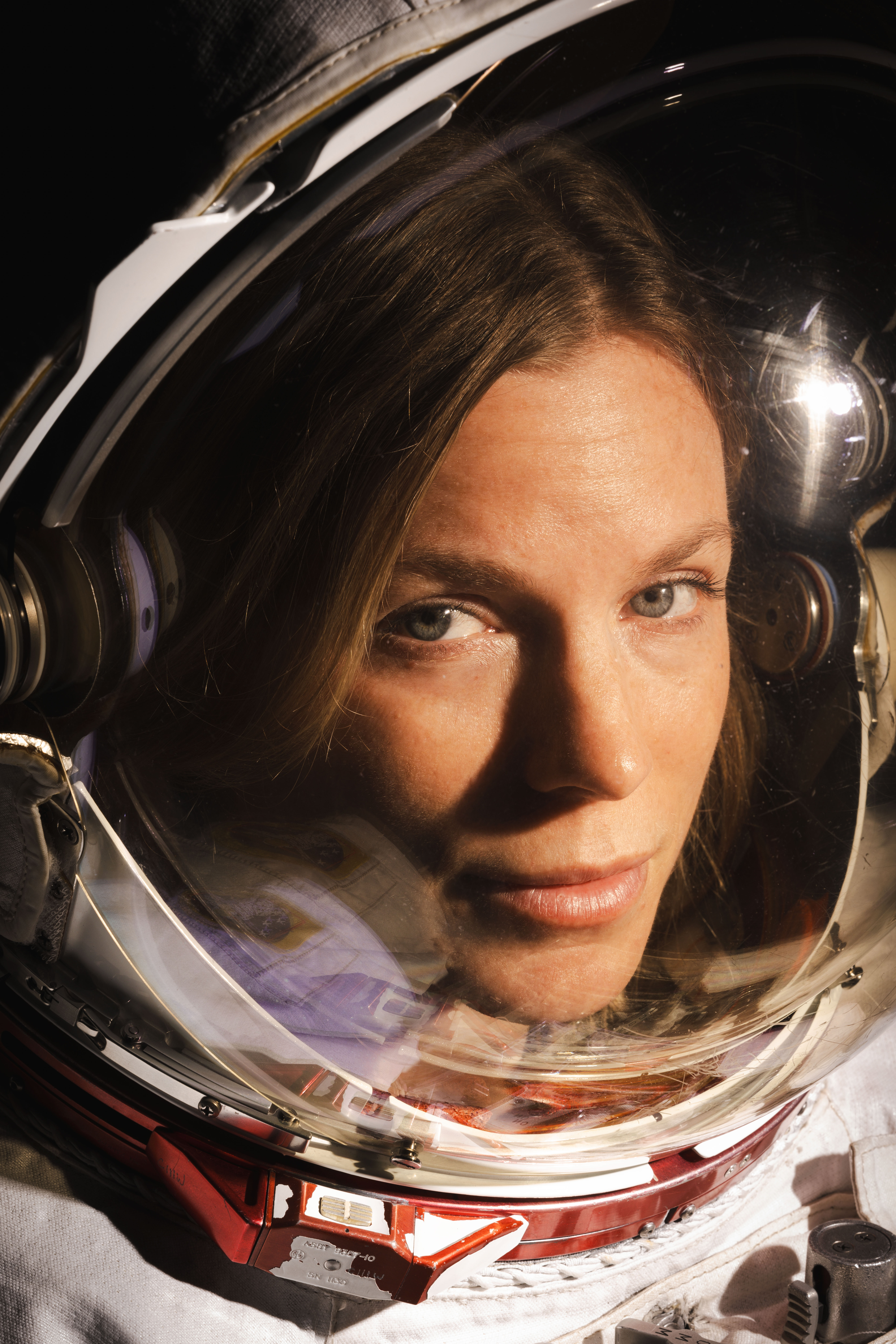
EMU宇宙服をまとったカードマン（2024年）

宇宙飛行士候補となる以前、カードマンはNASAのパヴィリオン湖調査プロジェクト（2008-2015）やBASALT（2016–2017）で科学および運営作業に携わっていた。2017年6月にNASA宇宙飛行士グループ22の一員として選抜され、ヒューストンのジョンソン宇宙センターでの2年間の訓練が始まった。
2024年1月31日、NASAはカードマンが国際宇宙ステーションへのスペースX Crew-9ミッションで指揮官として飛行すると発表した。しかしながら、NASAがボーイング有人飛行試験のボーイング・スターライナー・カプセルを無人で帰還させることにしたため、スターライナーの宇宙飛行士であるバリー・E・ウィルモアとスニータ・ウィリアムズが帰還するための場所を空けるためにミッションスペシャリストで同僚のステファニー・ウィルソン飛行士とともにカードマンををCrew-9からはずした。2024年9月28日に彼女はNASAのCrew-9打ち上げ中継で、NASA通信員のデロール・ネイルと共同で司会を務め、ウィルソンも短時間出演し、約5時間にわたる放送の中でフロリダ州のケープカナベラル宇宙軍施設からの打ち上げに成功したニック・ヘイグとロスコスモスのアレクサンドル・ゴルブノフ宇宙飛行士の体験について長時間解説した。
2025年3月27日、カードマンがスペースX Crew-11ミッションの指揮官となることが発表された。

## 私生活
カードマンはロッククライミング、ケイヴィング、詩作、パワーリフティングなどを趣味としている。

## 受賞歴
カードマンは、アメリカ国立科学財団大学院研究フェローシップ、ロイスター協会優秀大学院フェローシップ、最優秀シニア女性に対するチャンセラー賞（UNCチャペヒル）、アメリカ宇宙助成対象大学コンソーシアム・フェローシップなど、数々の学術賞を受賞している。